# Kurt Stiebitz
Kurt Theodor Wilhelm Richard Stiebitz (Pseudonym: Ix Ypsilon; * 12. Juni 1891 in Spandau; † 8. Juni 1964 in Braunschweig) war ein deutscher Musikwissenschaftler und Komponist.

## Leben
Kurt Stiebitz wurde 1891 als Sohn des Komponisten Richard Stiebitz (1858–1924) in Spandau bei Berlin geboren. Er war u. a. Schüler von Friedrich Gernsheim und Richard Strauss. Im Ersten Weltkrieg diente er als Soldat und wurde verwundet. Als Komponist war er dann in Berlin tätig. Hier unterrichtete er u. a. Paul Walter Preis.
1919 heiratete er die Sekretärin Charlotte Margarete Luzie Schmidt (1897–1920), Tochter des Maschinenfabrikanten Heinrich Otto Schmidt. Nach deren Tod war er in zweiter Ehe mit der Lehrertochter Elfriede Ernestine Anna Auguste Hübner (1899–1978) verheiratet. Kurt Stiebitz verstarb 1964 in Braunschweig.

## Werk
Er komponierte Stücke fast aller Gattungen. Zu seinem Œuvre gehörten u. a. mehrere Opern wie Der Tanz der Maja (Göttingen, 1922), Dona nobis pacem (Halle/Saale, 1926) und Die Feuerprobe (Braunschweig, 1953) sowie die Bühnenmusik zu Jedermann 1948, Ein Zeit-Mysterium von Willi Schäferdiek, das im August 1948 im Rahmen der Festwochen der Städt. Bühnen und des Gürzenich-Orchesters anlässlich der 700-Jahrfeier der Grundsteinlegung des Kölner Doms zur Uraufführung gebracht wurde. 1952 verantwortete er den Klavierauszug aus Hans Werner Henzes Oper Boulevard Solitude. Sein Streichquartett wurde 1954 vom Bruinier-Quartett bei Radio Bremen zur Uraufführung gebracht. Außerdem schrieb er Filmmusik, so mit Franz Grothe für den Spielfilm Aufforderung zum Tanz (1934) unter Verwendung der gleichnamigen Musik von Carl Maria von Weber. Zahlreiche seiner Hörspiel-Kompositionen sind in der ARD-Hörspieldatenbank dokumentiert.